# Черкаська телевежа
Черка́ська телеве́жа — суцільнометалева просторова ґратована телевізійна вежа у місті Черкаси. Спорудження телевежі було завершене в 1965 році. Висота вежі разом з антенами становить 196 метрів, висота верхнього майданчику — 180 метрів.
Наразі з вежі є мовлення цифрових мультиплексів, аналогового телебачення та радіо.
Вежа побудована за типовим проєктом схожим на типові проєкти 3803-КМ (34084-КМ). До висоти 155 метрів — піраміда с переломом поясу приблизно на висоті 25 метрів. Далі призма базою 1,75×1,75 метри висотою 25 метрів. Верхній майданчик 2,5×2,5 метра на відмітці 180 метрів и труба для турнікетної антени.
Телевежа розташована в північній частині міста, на території, прилеглій до парку Сосновий бір, по вулиці Пантелеймона Куліша.

## Радіомовлення
- 88.3 — Радіо Культура
- 91.0 — Radio Relax
- 91.4 — Українське радіо / Українське радіо. Черкаси
- 92.1 — Стильне радіо Перець FM
- 98.6 — Радіо Промінь
- 101.0 — Радіо MAXIMUM
- 102.4 — Radio ROKS
- 103.3 — Radio NV
- 103.7 — Радіо Байрактар
- 104.1 — Хіт FM
- 104.5 — Мелодія FM
- 105.0 — Kiss FM
- 106.1 — Люкс FM
- 106.4 — Радіо Тясмин
- 107.1 — DJ FM
- 107.5 — Шлягер FM

## Телебачення

### Цифрове мовлення
- 7. 7-й мультиплекс
- 21. 3-й мультиплекс
- 28. 2-й мультиплекс
- 48. 1-й мультиплекс
- 53. 5-й мультиплекс

## Виноски
1. ↑  «www.ukrtvr.org — Черкаси (місто)»[недоступне посилання з серпня 2019]

| Телекомунікації | Це незавершена стаття про телекомунікації. Ви можете допомогти проєкту, виправивши або дописавши її. |